# Nyárádgálfalva község
Nyárádgálfalva község (románul: Comuna Gălești) község Maros megyében, Romániában. Központja Nyárádgálfalva, beosztott falvai Bede, Kisadorján, Nagyadorján, Nyomát, Nyárádszentlászló, Szentháromság.

## Népessége
A 2011-es népszámlálás adatai alapján a község népessége 3067 fő volt.